# Farid Zarif
Farid Zarif (ur. 1951 w Kabulu) – afgański dyplomata i polityk, Stały Przedstawiciel Islamskiej Republiki Afganistanu przy ONZ w latach 1981-1987, wiceminister spraw zagranicznych w latach 1987-1989, Specjalny Przedstawiciel Sekretarza Generalnego ONZ w Kosowie w latach 2011-2015. 

## Życiorys
Farid Zarif w 1973 ukończył studia na Wydziale Prawa i Nauk Politycznych Uniwersytetu Kabulskiego i w następnym roku rozpoczął pracę w afgańskim ministerstwie spraw zagranicznych. Był m.in. chargé d’affaires w Hawanie. W kolejnych latach ukończył Afgański Instytut Dyplomacji oraz studia z zakresu stosunków międzynarodowych i dyplomacji na Uniwersytecie Oksfordzkim.
W latach 1981–1987 pełnił funkcję Stałego Przedstawiciela Islamskiej Republiki Afganistanu przy ONZ w Nowym Jorku. Od 1987 do 1989 zajmował stanowisko wiceministra spraw zagranicznych, a w latach 1989-1991 prezydenckiego doradcy ds. stosunków międzynarodowych. Od 1991 do 1992 był sekretarzem generalnym w Izbie Handlu i Przemysłu Afganistanu.
W 1993 rozpoczął pracę w siedzibie ONZ w Nowym Jorku. Uczestniczył również w misjach pokojowych i obserwacyjnych ONZ w Erytrei (1993), Liberii (UNOMIL, 1994-1996), RPA (1995), Iraku (1997-2000 oraz UNAMI) oraz w Sudanie (UNMIS). W sierpniu 2010 został dyrektorem Wydziału Europy i Ameryki Łacińskiej w Departamencie Misji Pokojowych ONZ (DPKO).
Od 1 sierpnia 2011 był Specjalnym Przedstawicielem Sekretarza Generalnego ONZ w Kosowie, początkowo jako pełniący obowiązki do 11 października 2011. Urząd ten zajmował do 29 sierpnia 2015.